# Pištolnica
Pištolnica ali tok za pištolo je pripomoček, ki se uporablja za zadrževanje ali omejevanje neželenega gibanja pištole, najpogosteje na mestu, kjer jo je mogoče enostavno in takoj uporabiti. Pištolnice so pogosto pritrjene na pas, lahko pa so pritrjene na druga mesta telesa (npr. pištolnica, ki je pritrjena na gleženj). Pištolnice se razlikujejo glede na stopnjo zaščite ali zaščite strelnega orožja. Nekatere pištolnice za uslužbence organov pregona imajo na vrhu pištolnice jermen, ki onemogoča, da bi pištola padla iz pištolnice, ali da bi jo drugo oseba izvlekla iz pištolnice. Nekatere pištolnice imajo na vrhu dodatno zaščito, ki ščiti pištolo pred različnimi elementi.

## Uporaba
Pištolnice so na splošno zasnovane tako, da nudijo zaščito pištoli, zagotavljajo njeno zadrževanje in omogočajo lahek dostop do nje. Potreba po dostopnem dostopu je pogosto v nasprotju s potrebo po varnosti in zaščiti, zato mora uporabnik upoštevati potrebe posameznika. Izbira pravega ravnotežja je lahko zelo pomembna, zlasti v primeru obrambne pištolnice za orožje, kjer lahko nedostop do orožja ali poškodba ali izguba orožja zaradi nezadostnega zadrževanja ali zaščite povzroči resne poškodbe ali smrt uporabnika.
Pištolnice so na splošno zasnovane za uporabo z eno roko, kar omogoča odstranitev in / ali zamenjavo pištole z isto roko. Če uporabnik želi pištolo z eno roko vrniti v pištolnico, mora biti pištolnica izdelana iz trdega materiala, ki drži obliko, da se pištolnica ne bo zlomila, ko predmet ni več v njej, da bi jo podprl.
Pištolnice so običajno pritrjene na pas ali pas osebe ali pripete na drug kos oblačila. Nekatere pištolnice, na primer pištolnice za gležnje, imajo vgrajeno podporo. Druge pištolnice se lahko namestijo v žep, da pištoli dodajo stabilnost in zaščito ter jo tako zanesljiveje varujejo in so dostopne, kot če bi bila samo v žepu.
Pištolnice običajno nosimo tam, kjer so lahko dostopne. Pogosta mesta so: na pasu (zunaj ali znotraj pasu), za hrbtom, okoli gležnja, pri prsih (v elastičnem trebušnem pasu ali pištolnici) , ali na zgornjem delu stegna.

## Materiali
Pištolnice so običajno narejene iz dokaj togih, a trdnih materialov. Usnje je tradicionalni material, iz katerega je pištolnica izdelana. Ima atraktiven videz in je lahko pobarvana v različne barve.Dodelana je z raznimi dezajni zaradi izgleda.
Drugi pogost material za izdelavo pištolnic je balistični najlon, saj je tog, odporen proti obrabi in dovolj debel, da zagotavlja zaščito.
Priljubljena pa je tudi oblikovana plastika kot je kydex zaradi njene nizke cene in robustnosti.

## Najbolj pogosti tipi in slogi pištolnic
Pištolnice so različnih oblik, narejene so iz različnih materialov in imajo različne varovalne mehanizme. Lahko gre za preproste usnjene pištolnice, ki so pritrjene na pas, do visoko zaščitenih pištolnic z varnostnimi zavihki, ki pokrivajo celotno pištolo, pa vse do zelo prilagodljivih tekmovalnih pištolnic, v katerih je pištola precizno nameščena in se varnostni zatič oziroma zaponka sprosti takoj, ko posežemo po pištoli. Tipi in slogi pištolnic so odvisni od okoliščin, v katerih so le te uporabljene in od preferenc uporabnikov.

### Delitev pištolnic glede na uporabo
Pištolnice lahko razdelimo v štiri glavne kategorije. In sicer na: službene pištolnice, katere nosijo uniformirani organi pregona , ter varnostno osebje oziroma varnostniki; taktične pištolnice, katere nosijo v določenih primerih vojaško, varnostno in policijsko osebje; pištolnice za prikrito nošenje, katere nosijo policisti v civilu in zasebniki; ter športne pištolnice, namenjene za športno streljanje in lov.
Službene oziroma delovne pištolnice so oblikovane za odkrito nošenje, zato je pri njih pomembno varno pridržanje strelnega orožja in izgled. Lahko so iz različnih materialov: usnja, najlona ali plastike. Nosi se jih tako, da so pritrjene na službeni oziroma delovni pas (opasač) na strani dominantne roke. Službene pištolnice so večinoma namenjene za službene pištole in ne za manjše pištole, ki se po navadi uporabljajo kot prikrito nošene rezervne pištole.
Glavna značilnost, ki loči službene pištolnice, od ostalih pištolnic je v varovalni zaponki. Moderne službene pištolnice organov pregona so na voljo z različnimi stopnjami zaščite oziroma zadrževanja orožja ( stopnja I, stopnja II, stopnja II+, stopnja III, itd). Nekatere varnostne funkcije so pasivne ( pritrdilni vijaki, trakovi za varovanje, varnostna zaponka), nekatere pa aktivne, ki zahtevajo namerno odpenjanje varnostne zaponke za izvlek strelnega orožja (tradicionalno palično varovalo). Višja ko je stopnja zaščite oziroma zadrževanja orožja pištolnice, težje bo nekdo izmaknil policistu strelno orožje. Lahko pa to tudi vpliva na hitrost izvleka strelnega orožja ( še posebej v primeru aktivnih varnostnih funkcij). Zato je policist nekako prisiljen, da najde kompromis, med hitrostjo izvleka strelnega orožja in med stopnjo zaščite oziroma zadrževanja strelnega orožja in se odloči kar mu najbolj ustreza.
Taktične / vojaške pištolnice so običajno narejene iz najlona ali plastike. Lahko so izdelane v maskirnem vzorcu, da se ujemajo z uniformo uporabnika. Pogosto se nosijo na nogi in imajo zaklepni mehanizem. Nekatere vojaške pištolnice še vedno uporabljajo staro klasično pištolnico z varnostnim pokrivalom (imenovana tudi pištolnica ''suicide-samomor'' oziroma pištolnica '' widow maker'', ki je okorna in počasna pri izvleku strelnega orožja, vendar zagotavlja večjo zaščito orožja pred naravnimi elementi.)
Med službenimi, taktičnimi in vojaškimi pištolnicami je nekaj sovpadanja . Zadrževanje orožja na splošno ni tako pomembno pri vojaški uporabi kot pri kazenskem pregonu, zaradi razlik v njihovem delovnem okolju.
Pištolnice za prikrito nošenje, so zasnovane tako, da jih je mogoče enostavno prikriti, zaradi njihove majhne teže in nevsiljivosti. Uporablja se jih za pištole manjših dimenzij, saj jih je lažje prikriti. Namenjene so nošenju pod oblačili, na primer na pasu pod plaščem, pod hlačami, v pištolnici za gleženj ali v hlačnem žepu. Ker se take pištolnice nosi blizu telesa, je pomembno udobje, zato imajo pogosto široke površine, ki so v stiku s telesom uporabnika, da se tlak porazdeli po širšem območju in prepreči drgnjenje kože. Zaščita pištole pred potenjem uporabnika je pomembna pri takem mestu nošenja. Pogosto je zunanja stran pištolnice širša, da zakrije obris pištole in tako prepreči da bi se videl skozi oblačila. Pri žepnih pišotlnicah je zunanja ravna stran bolj hrapava, da pri izvleku pištole, pištolnica ostane na mestu.
Športne pištolnice so različnih stilov: visoko nastavljive pištolnice , ki omogočajo največji oziroma najboljši dostop za hitro streljanje in se uporabljajo pri športnem streljanju kegljev; staromodne pištolnice, ki se uporabljajo pri streljanju s kavboji; pištolnice z največjo zaščito, ki se uporabljajo za lov s pištolo, in enostavne pištolnice, ki se uporabljajo za nošenje pištole med streljanjem na strelišču. Pri raznih športih se uporabljajo najbolj specializirane športne pišotlnice.
Športne pištolnice oziroma pištolnice za lov so edinstvene, saj so namenjene za nošenje velikih pištol ali pa omogočajo tudi namestitev teleskopskih merkov. Velike pištole se pogosto nosijo v pištolnicah, ki jih uporabniki nataknejo na ramo in jih pred izvlečenjem pištole, odstranijo s telesa. Zato ni važna hitrost izvleka pištole, saj v teh primerih ne gre za obrambne namene.

### Delitev pištolnic glede na način nošenja
- Na pasu (''OWB- outside the waistband'') - Gre za pištolnice, ki jih najpogosteje uporabljajo policija in vojska ter državljani, ki se odločijo za odkrito nošenje. Pištolnice, ki so pritrjene na pas se lahko nosijo visoko in tesno ob telesu, nekoliko za kolčno kostjo ("položaj 4:00"), lahko pa se jih skrije pod oblačili.
- Znotraj pasu (''IWB-inside the waistband'')[4]- Gre za pištolnice, ki se jih pritrdi na pas in omogočajo varno nošenje orožja v hlačah. Uporabnik lahko obleče oblačila tako, da prekrivajo pištolnico in orožje. Poznamo tudi "AIWB" variacijo, ki omogoča nošenje v notranjem sprednjem delu hlač (v nasprotju s stranskim ali zadnjim delom hlač, ki sta bolj običajna).
- "Appendix rigs" je različica pištolnice "AIWB" s pritrjenim nosilcem za nabojnik. Obstaja pa tudi modularna različica, kot na primer "Dara Modular Appendix Rig".
- Pod pasom oziroma ''Below waistband holsters (BWB)'', gre za pištolnice izdelane s strani proizvajalca Urban Carry Holsters, ki se pritrdijo neposredno pod pasom in je še globlje skrita kot tradicionalna pištolnica ''IWB''.

- Ramenske pištolnice oziroma '' shoulder holsters''[5] - Gre za pištolnice, ki so pritrjene na enega izmed dveh jermenov na levi ali desni stran. Naramnice oziroma jermena sta povezana na podoben način kot pri nahrbtniku. Ramenske pištolnice omogočajo nošenje pištole na več načinov: navpični položaj, pri katerem je cev usmerjena proti tlom, navpičen položaj, pri katerem je cev usmerjena navzgor ali vodoraven položaj, pri katerem je cev usmerjena na stran. Ramenske pištolnice so običajno udobne za uporabnika, saj težo porazdelijo po ramenih in ni vsa teža neposredno na pasu. Usnjeni trakovi se prekrižajo na ramenih in hrbtu. Omogočajo tudi nošenje pištole v jakni ali športnem plašču. V primeru nošenja dolgocevne puške se pištolnica lahko nosi navpično, v primeru nošenja drugega strelnega orožja pa vodoravno. Pištolo se lahko namesti tudi nad prsni koš ali pod pazduho, odvisno za kakšno pištolo gre. Prednosti te vrste pištolnice so predvsem v udobju časovno dolgega nošenja, v enostavni prikrivnosti in pa v enakomerni porazdelitvi teže pištole, zaradi samega dizajna.
- Pasne pištolnice (''sling holsters'') - Gre za vrsto pištolnic, ki so podobne kot ramenske pištolnice, vendar so za razliko od njih sestavljene iz traku, ki se nosi čez eno ramo in okoli prsnega koša. Te pištolnice so bile uporabljene v drugi svetovni vojni za pilote, upravljavce tankov in druge voznike vozil, saj so bile bolj priročne, predvsem za uporabo v sedečem položaju. Postale so popularne pri vojakih, ki niso marali težkih, usnjenih zavihkov standardne M1911-A1 pištolnice. Še vedno jih izdeluje ameriška vojska za pištolo M9.
- Pištolnica za okoli trebuha (''the belly band holster'') - Gre za širok elastičen pas, na katerem je vgrajena oziroma pritrjena pištolnica in se običajno nosi pod majico. Lahko se nosijo na pasu ali višje. Da ostane orožje na mestu, mora biti pas primerno zategnjen, kar je lahko neprijetno, kot na primer nošenje steznika.
- Žepne pištolnice se uporabljajo za majhna orožja, na primer za žepne pištole.
- Majhne hrbtne pištolnice nameščajo orožje neposredno na sredino hrbta. Obstaja pa nevarnost, da uporabniku pade pištola iz pištolnice, na primer v primeru neposrednega obračuna, kar lahko pripelje do poškodb, v kolikor pomotoma stopi na orožje. Zaradi tega je v ZDA nošenje orožja za policiste v taki poziciji prepovedana.
- ''Groin holster"- Gre za pištolnice, ki nameščajo pištolo pod pas na prednji strani telesa nad dimljam. Pri takšni pištolnici, je gibanje telesa malo omejeno.
- Pištolnica za okoli stegna (tako imenovana taktična/nožna pištolnica[6]) - Gre za pištolnice, ki so priljubljen policijski in vojaški izdelek. Njihova prednost je v tem, da omogočajo hiter izvlek strelnega orožja, saj je roka spuščena ob nogi in v konstanti pripravljenosti za izvlek orožja. Uporabljali so jih v 19. stoletju in sicer v ameriških konjeniških enotah, tako da so jih z usnjenimi jermeni privezali na nogo. Moderne pišolnice pogosto uporabljajo modularne zaponke, ki omogočajo hiter izvlek orožja. Policija in vojaško osebje jih nosi, kadar zaradi neokretnega neprebojnega jopiča ali celotnega pasu, nošenje pasov ni praktično.
- Pištolnice, ki se nosijo okoli gležnja- Gre za pištolnice, ki omogočajo odlično prikrivanje in katere uporabljajo organi pregona, kateri želijo imeti še dodatno oziroma sekundarno orožje poleg primarnega. Slaba stran teh pištolnic je v tem, da premalo fiksira orožje med samim tekom in drugimi aktivnostmi.
- Pištolnice, ki se nosijo čez prsni koš- Gre za pištolnice, ki so lahko pritrjene na MOLLE-združljive jopiče in nosilce za prsni koš. Tako kot pri ramenskih pištolnicah, je tudi pri tej vrsti veliko lažje vzeti orožje iz pištolnice, ko je voznik v vozilu.
- Pištolnice z oporniki- Gre za pištolnice, ki se uporabljajo izključno za prikrito nošenje. Nosijo se nad hlačnim pasom, neposredno pod roko ali na prednji strani telesa. Vsebuje opornik, ki je pripet na hlačni pas in na drugi strani na samo pištolnico. Opornik prenese težo strelnega orožja na pas in ohrani orožje na mestu za varno odstranitev. Na pištolnici je pritrjen tudi prožni trak, ki se nosi nad pasom in omogoča da se orožje tesno oprijema telesa.
- ''Pancake holsters'' - Gre za pištolnice, ki so narejene iz dveh kosov materiala, vmes pa je pospravljena pištola. Pištolnica vsebuje tudi dve reži za pas. Nosijo se nad kolkom ob strani. Takšna pištolnica omogoča, da se pištola tesno prilega ob telesu in s tem tudi boljše prekrivanje samega orožja.
- Pištolnice na navzkrižni poteg (''Cross draw belt holsters'')- Gre za pištolnice, ki omogočajo nošenje rezervnega orožja in so primerna izbira za ženske, zaradi udobja nošenja in prilagodljivosti ženskemu telesu. Gre za pištolnice, ki se nosijo na zunanji strani pasu nasproti dominantne roke. Čeprav je navzkrižni poteg veliko počasnejši zaradi daljše poti, ki jo mora roka narediti, da lahko uporanik izvleče orožje, je ta pištolnica bolj primerna in udobna za nošenje orožja, predvsem v sedečem položaju.

Druge, specializirane vrste pištolnic so namenjene namestitvi v aktovke, dnevne planerje, torbice itd.

### Možnosti pritrditve pištolnic
Najvarnejši način nošenja pištole je v pištolnici, ki hkrati pištolo ohranja stabilno in na svojem mestu, hkrati pa omogoča udobje in enostaven dostop. Uporabnik si lahko izbere tisto vrsto pištolnice in tisti način nošenja, ki ustreza njegovim pričakovanjem in potrebam. Pri vseh teh željah, kot so - skrito nošenje, varnost, stabilnost in lahka dostopnost, so med najbolj priljubljene pištolnice z jermeni. Najpogostejše možnosti pritrditve pištolnice so:
- Pasna zanka, ki je sestavljena iz dveh ali več kovinskih delov, ki pomagajo pravilno pritrditi pištolnico na pas. Čeprav traja dlje časa, da se namesti in sname, daje pištolnici boljo stabilnost.
- ''Belt tunnel'', gre za širšo zanko, ki se enostavno napelje skozi pas. Njena slaba lastnost je slabša stabilnost pištolnice.
- Pasna zaponka, omogoča da je veliko lažje natakniti in sneti pas, kljub temu pa ohrani stabilnost orožja v pištolnici.
- Objemka za pas, omogoča da je pištolnica varno, hitro in enostavno pritrjena na pas. Objemka je lahko iz jekla ali polimera.
- ''Paddle'', omogoča nošenje pištolnice zataknjeno na pas hlač, brez da bi bila pripeta na pas. Slabost je v ohlapnejši pritrditvi.
- ''Lowered belt loop'' , omogoča nastavitev višine in kota pištole v pištolnici. Lahko se ga nosi samo z ustreznim dovoljenjem.

### Izbira pištolnice
Pri izbiri pištolnice za strelno orožje moramo biti pozorni na različne dejavnike:
- Varnost  - dobro zasnovana pištolnica bo zaščitila pištolo med vstavljanjem ali odstranjevanjem iz pištolnice ali med nošenjem, kar bo preprečilo tri stvari: nenamerno premikanje sprožilca, nenamerno sprostitev varnostnega mehanizma in premikanje kladiva naprej ali nazaj. Te lastnosti se močno razlikujejo glede na delovanje pištole. Varnostne značilnosti pištolnice zelo zahtevajo, da je pištolnica izdelana in zasnovana za vsako posebno izdelavo in model pištole.

- Zadrževanje  - pištolnica, ki je zasnovana z namenom zadrževanja, bo pomagala preprečiti, da bi kdo drug izvzel pištolo iz pištolnice, razen osebe, ki jo nosi. Sodobne pištolnice imajo v ta namen več skritih zadrževalnih naprav. Zadrževalne pištolnice so pogosto izdelani po meri za določen model pištole.
- Prikrivanje - pogosto je zaželeno, da drugih ljudi ne opozorite na oboroženost. S skrbno oblikovano in obrabljeno pištolnico lahko pištola postane skoraj nevidna. Skoraj vse pištolnice za prikrivanje so zasnovane tako, da jih lahko nosite s pokrivnim oblačilom, ki je del vsakdanje obleke uporabnika.
- Udobje - sposobnost nošenja pištole dalj časa brez pretiranega nelagodja.
- Priročnost - dobro zasnovana pištolnica ne sme zatakniti pištole ali pretirano strgati njenega konca.
- Enostavni izvlek pištole - praktične pištolnice za streljanje omogočajo hitri izvlek pištole, vendar je pri skritem nošenju enostavnost izvleka pogosto ogrožena.
- Kakovost - sposobnost prenašanja zlorab in dolgotrajne uporabe brez mehanskih okvar ali motenj v delovanju.
- Nastavljivost - pištolnica, ki omogoča nastavitev nadvišanja in položaja pištole, lahko pomaga pri udobju ali prikrivanju.
- Cena - sodobne pištolnice za tipično standardno pištolo lahko stanejo od 20 do 200 dolarjev. Nekateri uporabniki si bodo zaželeli več tipov pištolnic na pištolo, drugi pa raje generično pištolnico za nošenje več vrst pištol.

## Izdelovalci:
Usnjeni delavci se pri obdelavi usnja običajno osredotočijo na eno ali dve področji. Izdelovalci pištolnic so tisti, ki običajno ostanejo na svojem področju. Vse pištole, naj bodo to kompaktne, srednje velike ali velike pištole, so oblečene v usnje, ki se oblikuje na strelno orožje in strdi v trdno, močno in dolgo obstojno kuburo. Te poštolnice so narejene za tekmovalce, rekreativce, varnostnike in organe pregona.